# Niederpallen
Niederpallen (en luxemburguès: Nidderpallen; en alemany: Nidderpallen) és una vila de la comuna de Redange, situada al districte de Diekirch del cantó de Redange. Està a uns 22 km de distància de la ciutat de Luxemburg.

## Geogragafia
Al sud-est de la vila es troba el rierol Naerdenerbaach que desemboca al Pall, un afluent de l'Attert.